# Wolfgang Michel (Japanologe)
Wolfgang Michel (auch Wolfgang Michel-Zaitsu; * 1946 in Frankfurt am Main) ist ein deutscher Japanologe und Kulturwissenschaftler. Er ist emeritierter Professor für vergleichende Sprach- und Kulturwissenschaften und wirkt an der Universität Kyūshū in Fukuoka in Japan.

## Leben
Michel studierte in Frankfurt am Main ostasiatische Sprach- und Kulturwissenschaften. Er promovierte in Cultural Sciences an der Universität Okayama in Japan und war der erste Ausländer, der nach der Öffnung der japanischen Universitäten im Jahre 1984 eine unbefristete Berufung (tenure) an einer staatlichen Universität erhielt. Im Laufe seiner Tätigkeit übernahm er auch eine Reihe administrativer Funktionen bis hin zum Dekan und Vizepräsident, ehe er 2010 emeritiert wurde. Anschließend wirkte er bis 2014 als Specially Appointed Professor (Tokumei kyōju) am „Forschungszentrum für Regionale Geschichte und Kultur“ der Universität Saga; seit 2011 unterstützt er als Research associate (kenkyū-in) die Public Interest Incorporated Foundation KENIKAI in Tokio.

## Forschungsschwerpunkte
Michels Arbeiten greifen im Rahmen der Geschichte der europäisch-japanischen Kulturkontakte besonders Fragen der Medizin und verwandter Wissenschaften auf:
- Entfaltung der „Weststudien“ (Yōgaku) und „Hollandkunde“ (Rangaku) in Japan
- Transfer der traditionellen Medizin von Japan nach Europa
- Rolle des indigenen Wissens und japanische Reaktionen auf westliche und chinesische Stimuli im 17. und 18. Jahrhundert
- Medizin im Lehen Nakatsu (Nordost-Kyushu)
- Ostindien-Reisende der frühen Neuzeit und Edition japanbezogener Manuskripte (Caspar Schamberger, Zacharias Wagener, Andreas Cleyer, Caspar Schmalkalden, George Meister, Engelbert Kaempfer usw.)

## Mitgliedschaften
- Japanese Society for the History of Medicine (Nihon Ishi Gakkai): Beirat von 1996 bis 1999, Vorstand von 2000 bis 2007, permanenter Exekutivvorstand von 2008 bis 2021; Ehrenmitglied 2021–
- Society for the History of Western Learning in Japan (Yōgakushi Gakkai): Vorstandsmitglied von 2000 bis 2002, Beirat von 2003 bis 2006, Präsident von 2003 bis 2005
- Deutsche Gesellschaft für Natur- und Völkerkunde Ostasiens (OAG, Tokyo)
- International Society for the History of East Asian Science, Technology, and Medicine
- Engelbert-Kaempfer-Gesellschaft

## Ehrungen
- Engelbert-Kaempfer-Medaille 2024 für herausragende Verdienste auf den Gebieten der Völkerverständigung, der Menschenrechte, der Wissenschaft und Forschung
- Itan Award (Research on Medical History, 2018)
- Nakatsu City Award (2018)
- Yakazu Medical History Award (2018)
- Wissenschaftlicher Förderpreis (Fujikawa Yu Award) der Japanese Society for the History of Medicine (1996)
- Bundesverdienstkreuz am Bande (2004)[2]

## Schriften (Auswahl)
- als Hrsg. mit Aoki Toshiyuki: Tennentō to no tatakai IV: Higashinihon no shutō (Fighting small-pox – Vaccination in Eastern Japan). Tokyo: Iwata Shoin, 2023 (青木歳幸・Ｗ.ミヒェル 編『天然痘との闘い IV ー 東日本の種痘』岩田書院)  ISBN 978-4-86602-153-9
- als Hrsg. mit Aoki Toshiyuki: Tennentō to no tatakai III: Chūbunihon no shutō (Fighting small-pox – Vaccination in Central Japan). Tokyo: Iwata Shoin, 2022 (青木歳幸・Ｗ.ミヒェル 編『天然痘との闘い Ⅲ ー 中部日本の種痘』岩田書院) ISBN 978-4-86602-138-6
- Rangoyakusen (Reverse Edition). Nakatsu History Museum, Medical Archive Series No. 21, Nakatsu, March 2022 (『蘭語訳撰』（逆引き版; ISSN 2432-0773) (PDF-Datei bei Researchgate)
- als Hrsg. mit Aoki Toshiyuki: Tennentō to no tatakai II: Nishinihon no shutō (Fighting small-pox – Vaccination in Western Japan). Tokyo: Iwata Shoin, Mai 2021 (青木歳幸・Ｗ・ミヒェル編『天然痘との闘い II ー 西日本の種痘』岩田書院) ISBN 978-4-86602-118-8
- als Hrsg.: Engelbert Kaempfer: Der 5. Faszikel der „Amoenitates Exoticae“ – die japanische Pflanzenkunde. Herausgegeben und kommentiert von Brigitte Hoppe und Wolfgang Michel-Zaitsu. Hildesheim/Zürich/New York: Olms-Weidmann, 2019. ISBN 978-3-615-00436-6
- mit Aoki Toshiyuki und Oshima Akihide: Tennentō to no tatakai I – Kyushu no shutō (Fighting small-pox I – Vaccination in Kyushu). Tokyo: Iwata Shoin, 2018 (青木歳幸・大島明秀・Ｗ.ミヒェル 編『天然痘との闘いⅠー  九州の種痘』岩田書院 ISBN 978-4-86602-036-5)
- Bastaardt Woordenboek (Niederländische Ausgabe 1688 / Japanische Version 1822). Nakatsu Municipal Museum for History and Folklore, Medical Archive Series No. 17, Nakatsu, 2018. ISSN 2432-0773  (PDF-Datei bei Researchgate)
- Wolfgang Michel-Zaitsu: Traditionelle Medizin in Japan – Von der Frühzeit bis zur Gegenwart. München: Kiener, 2017. ISBN 978-3-943324-75-4 (Yakazu Medical History Award 2018)
- »Der Ost-Indischen und angrenzenden Königreiche, vornehmste Seltenheiten betreffende kurze Erläuterung« – Neue Funde zum Leben und Werk des Leipziger Chirurgen und Handelsmanns Caspar Schamberger (1623–1706). Fukuoka: Hana-Shoin, 2010. ISBN 978-4-903554-71-6 (PDF-Datei bei Researchgate)
- als Hrsg. mit Torii Yumiko und Kawashima Mahito: Kyūshū no rangaku – ekkyō to kōryū („Hollandkunde“ in Kyushu – Grenzüberschreitung und Austausch). Kyōto: Shibunkaku Shuppan, 2009, ISBN 978-4-7842-1410-5 (ヴォルフガング・ミヒェル,鳥井裕美子,川嶌真人 共編『九州の蘭学ー越境と交流』思文閣出版)
- On Caspar Schamberger's Activities in Japan (1650/51) and Early Caspar-Style Surgery. Languages and Cultures Series, No 18. Kyushu University, 2008 (『慶安三、四年の日本における出島商館医シャムベルゲルの活動及び初期カスパル流外科について』九州大学大学院言語文化研究院、言語文化叢書) PDF-Datei im Kyushu University Institutional Repository (QIR)
- als Hrsg.: Engelbert Kaempfer: Werke. Kritische Ausgabe in Einzelbänden. Herausgegeben von Detlef Haberland, Wolfgang Michel, Elisabeth Gössmann: Band I/1 u. Band I/2, Engelbert Kaempfer: Heutiges Japan. Herausgegeben von Wolfgang Michel und Barend J. Terwiel. München: Iudicium, 2001, ISBN 3-89129-931-1
- Von Leipzig nach Japan – Der Chirurg und Handelsmann Caspar Schamberger (1623–1706). München: Iudicium, 1999, ISBN 3-89129-442-5
- Erste Abhandlung über die Moxibustion in Europa: das genau untersuchte und auserfundene Podagra, vermittelst selbst sicher-eigenen Genäsung und erlösenden Hülff-Mittels / Hermann Buschoff. Heidelberg: Haug, 1993. ISBN 3-7760-1327-3.